# Dancing Machine (album)
Dancing Machine – ósmy album The Jackson 5 wydany w wytwórni Motown. Album sprzedał się w nakładzie 2.6 miliona kopii na całym świecie.

## Lista utworów
| 1. | "I Am Love" (D.Fenceton / J.Marcellino / M.Larson / R.Rancifer)           | 7:29  |
|    |                                                                           |       |
| 2. | "Whatever You Got, I Want" (G.Marcellino / J.Marcellino / M.Larson)       | 2:58  |
|    |                                                                           |       |
| 3. | "She's a Rhythm Child" (C.Drayton / H.Davis / R.Talmage)                  | 2:39  |
|    |                                                                           |       |
| 4. | "Dancing Machine" (D.Fletcher / H.Davis / W.D.Parks)                      | 2:43  |
|    |                                                                           |       |
| 5. | "The Life of the Party" (C.Drayton / H.Davis / T.Smith)                   | 2:35  |
|    |                                                                           |       |
| 6. | "What You Don't Know" (G.Marcellino / J.Marcellino / M.Larson)            | 4:25  |
|    |                                                                           |       |
| 7. | "If I Don't Love You This Way" (L.Ware / P.Sawyer)                        | 3:28  |
|    |                                                                           |       |
| 8. | "It All Begins and Ends With Love" (D.Fenceton / J.Marcellino / M.Larson) | 3:07  |
|    |                                                                           |       |
| 9. | "The Mirrors of My Mind" (C.O'Hare / D.Fletcher / N.Garfield)             | 3:08  |
|    |                                                                           |       |
|    |                                                                           | 32:32 |
|    |                                                                           |       |